# Arbeidsparticipatie

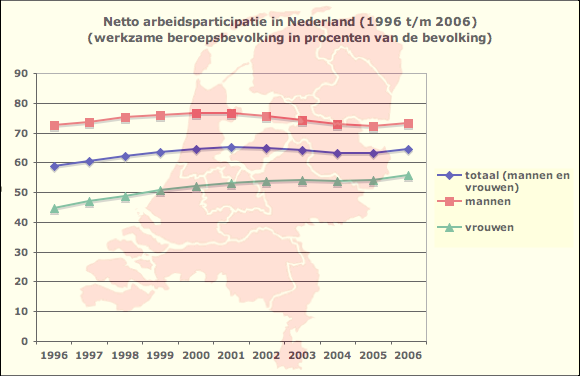
Netto arbeidsparticipatie in de periode 1996 t/m 2006 (bron:CBS)

De arbeidsparticipatie geeft aan welk deel van de bevolking deelneemt aan het arbeidsproces. Daarbij is onderscheid te maken tussen de bruto en de netto arbeidsparticipatie.

## Definities
- De bruto arbeidsparticipatie geeft aan hoeveel procent van de beroepsgeschikte bevolking (alle personen tussen de 15 en 65 jaar) tot de beroepsbevolking behoort, en dus een betaalde baan heeft of deze zoekt. Hierin worden werklozen meegeteld.[1]

- De netto arbeidsparticipatie geeft aan hoeveel procent van de beroepsgeschikte bevolking ook daadwerkelijk een betaalde baan heeft. Werklozen worden hierin dus niet meegeteld.[2]

In formulevorm kan op basis van de arbeidsparticipatie ook het werkloosheidspercentage uitgerekend worden:
{\displaystyle werkloosheidspercentage=(1-{\frac {nettoarbeidsparticipatie}{brutoarbeidsparticipatie}})*100}
Als breuk uitgedrukt wordt dit ook wel de werkloosheidsgraad genoemd.

## Resultaten
In Nederland ligt de netto arbeidsparticipatie bij mannen hoger dan bij vrouwen. In de periode 2009 tot en met 2019 lag deze rond de 90% voor mannen in de leeftijd van 15 tot 55 jaar en voor vrouwen lag dit rond de 75-80%. Beide reeksen laten een redelijk stabiel beeld zien over de tijd. Voor zowel mannen als vrouwen in de leeftijdscategorie van 55 jaar tot 65 jaar is de arbeidsparticipatie wel duidelijk gestegen in dezelfde periode. Voor mannen is participatie met 15%-punt gestegen naar 78% in 2019 van voor vrouwen met bijna 20%-punt naar 62%.
In het algemeen wordt een hoge arbeidsparticipatie door de meeste politiek partijen belangrijk gevonden, onder meer om de kosten van de vergrijzing te betalen. Vanaf 2007 zijn verschillende wetten en regels aangepast, waaronder de regelingen voor vervroegde uittreding en prepensioen zijn afgebouwd. Verder wordt vanaf 2013 de AOW-leeftijd stapsgewijs verhoogd waardoor werknemers langer moeten doorwerken alvorens met pensioen te gaan. In 2006 lag de feitelijke pensioenleeftijd op 61 jaar maar in 2016 was dit gestegen naar 64 jaar en 5 maanden.
Factoren die bijdragen aan een lagere arbeidsparticipatie zijn onder meer:
- lange studieduur (spreekwoordelijke "eeuwige student")
- veel arbeidsongeschikten (mensen in de WAO, Wajong en de Wet werk en inkomen naar arbeidsvermogen)
- weinig tweeverdieners
- hoge werkloosheid (mensen die een Werkloosheidsuitkering, wachtgeld of bijstand ontvangen)
- veel VUTters/brugpensioen